# Cipriano Chemello
Cipriano Chemello (* 19. Juli 1945 in Crespano del Grappa; † 14. Februar 2017 in Bassano del Grappa) war ein italienischer Radrennfahrer und zweifacher Weltmeister im Radsport.
Zweimal, 1966 sowie 1968, wurde Cipriano Chemello Weltmeister in der Mannschaftsverfolgung, 1966 gemeinsam mit Luigi Roncaglia, Antonio Castello und Gino Pancino, 1968 mit Giorgio Morbiato, Lorenzo Bosisio und Roncaglia. In anderen Besetzungen wurde der italienische Bahnvierer mit Chemello 1965 und 1967 Vize-Weltmeister. 1967 belegte er zudem in der Einerverfolgung Rang vier.
Bei den Olympischen Sommerspielen 1968 in Mexiko-Stadt errang Chemello gemeinsam mit Bosisio, Roncaglia, Morbiato und Pancino die Bronzemedaille in der Mannschaftsverfolgung. Chemello startete auch in der Einerverfolgung, schied jedoch im Viertelfinale aus. 1967 gewann er die nationale Meisterschaft in der Einerverfolgung der Amateure.
1969 wurde Cipriano Chemello Profi und fuhr auch Rennen auf der Straße. Bei der Katalonien-Rundfahrt gewann er 1969 zwei Etappen und 1970 eine Etappe von Paris–Nizza. Er fuhr auch Steher- und Sechstagerennen.
1973 beendete Chemello seine Radsport-Laufbahn. Einige Jahre lang war er Direktor der Radrennbahn von Bassano del Grappa und Vorsitzender des regionalen Radsportverbandes des Veneto.